# Vicente Tamayo
Vicente Tamayo fue un político, militar y agricultor argentino, que se desempeñó como Gobernador de Salta entre 25 de octubre de 1848 y 25 de octubre de 1850, sucediendo a José Manuel Saravia.
Destacado militar salteño federal fue elegido gobernador en octubre de 1848 tras el fin de la gestión de Saravia, de quien fuera Ministro de Hacienda, con el apoyo del Partido Federal. Nombró ministro general de gobierno a Nicolás Carenzo.
Su gestión tuvo lugar en medio de las disputas entre federales y unitarios, habiéndole concedido la legislatura provincial la suma del poder público para repeler cualquier enfrentamiento que pudiese ocurrir sobre el territorio. Apenas asumió su mandato lideró una expedición en apoyo al gobernador jujeño Pedro Castañeda, quien había sido depuesto por una revolución que desembocó en la elección de un gobernador unitario. Durante su ausencia ejerció la gobernación el ministro Carenzo.
Se casó con Virginia de Gurrachaga Silva y tuvo al menos un hijo.

## Orígenes familiares y matrimonio
Su padres fueron el peruano Juan Esteban Tamayo y Fernández Dávila, quien fuera teniente gobernador de Salta, y la salteña Inés Arias Rengel.